# Hassan Nazari
Hassan Nazari (in persiano: حسن نظری; Abadan, 19 agosto 1956) è un ex calciatore iraniano, di ruolo difensore.

## Palmarès

### Club

#### Competizioni nazionali
- Campionato iraniano: 1

Taj: 1975-1976
- Coppa dell'Iran: 1

Taj: 1976-1977